# Aspiração
Em fonética, a aspiração é um fenômeno que afetam o modo de articulação das consoantes oclusivas, e que consiste em um atraso das cordas vocais após a emissão de uma consoante surda ao se fechar para pronunciar a vogal.

## Exemplos
- Inglês : pen, IPA: pʰɛn , "caneta".